# I Bomszu
I Bomszu (hangul: 이범수, handzsa: 李凡秀, RR: I Beom-su; angol nyelvterületen: Lee Beom-soo; 1969. november 25.–) dél-koreai színész, többek között a Singles című filmben, valamint a Giant, Surgeon Bong Dal-hee, a Budapesten forgatott Iris II, a Prime Minister and I és a Triangle című sorozatokban játszott.

## Élete és pályafutása
A Cshungang Egyetem színházművészeti szakán végzett. 1990-ben a Kure, kakkum hanurul podzsa (그래 가끔 하늘을 보자, Geurae, gakkeum haneureul boja) című filmben kapott először lehetőséget, igazi sztárrá azonban a 2003-ban bemutatott Singles című film tette.
Először 2003-ban nősült, de négy hónap után elvált. 2010-ben feleségül vette I Jundzsin (Lee Yun-jin) tolmácsot, akitől angol nyelvet tanult. Kislányuk, Szoul (소을, So-eul) 2011. március 1-jén született. 2014. február 21-én a párnak kisfia született.